# Akutagawa-Kompositionspreis
Der Akutagawa-Kompositionspreis (jap. 芥川作曲賞, Akutagawa Sakkyokushō) ist ein japanischer Musikpreis, der seit April 1990 alljährlich von der „Suntory Musikstiftung“ (サントリー音楽財団, ~ ongakuzaidan, seit 2009 Teil der „Suntory Foundation for Arts“) zum Gedenken an den Musiker Akutagawa Yasushi, den dritten Sohn des Schriftstellers Akutagawa Ryūnosuke, vergebener Musikpreis. Prämiert werden zukunftsweisende Werke aufstrebender Musiker.
Eine Eigentümlichkeit des Preises ist die Tatsache, dass das Auswahlverfahren öffentlich ist. Die Endauswahl findet stets Ende August in der Suntory Hall statt. Nach der Aufführung der Musikstücke findet auf der Bühne eine öffentliche Debatte der drei Jury-Mitglieder über die Preisvergabe statt. Der Laureat erhält eine Urkunde und einen Geldbetrag in Höhe von 500.000 Yen. Zudem erhält der Laureat den Auftrag zu einem neuen Orchesterwerk, das in einem, üblicherweise zwei Jahre nach der Auszeichnung unter der Schirmherrschaft der Stiftung stehenden Konzert, aufgeführt wird.

## Ausgezeichnete Werke und ihre Komponisten
- 1991 Takahashi Yutaka Symphonic Karma
- 1992 Yamada Izumi Eine Skizze für Klavier und Orchester 2 (一つの素描〜ピアノとオーケストラによる2)
- 1993 Saruya Toshirō Fiber of the Breath (息の綾）) und Kikuchi Yukio Yōhen (曜変) für Klavier und Orchester
- 1994 Emura Tetsuji Violinenkonzert Nr. 2 Intéxtérieur (ヴァイオリン協奏曲第2番「インテクステリア」)
- 1995 Isaji Sunao Kikei no tennyo/sichiseki (畸形の天女／七夕)
- 1996 Kondai Atsuhiko Dies irae / Lacrimosa (怒りの日／嘆きの日, ikari no hi / nageki no hi)
- 1997 Kawashima Motoharu Dual Personality für Schlaginstrumente und zwei Orchester
- 1998 Itō Hiroyuki Der Mythos des Sisyphos (シーシュポスの神話, Shīshuposu no shinwa) für zwei Klaviere und Orchester
- 1999 Hishinuma Naoko REFLEX Für Klavier und Orchester
- 2000 Mochizuki Misato Camera lucida (カメラ・ルシダ)
- 2001 Harada Keiko Sonora Distancia III (響きあう隔たりIII)
- 2002 Natsuda Masakazu Astration for orchestra : in memory of Gérard Grisey (アストレーション〜オーケストラのための―ジェラール・グリゼイの追憶に―)
- 2003 Yamamoto Hiroyuki Canticum tremulum II (カンティクム・トレムルムII)
- 2004 Miwa Masahiro Bolero by Muramatsu gear engine (村松ギヤ・エンジンによるボレロ)
- 2005 Saiki Yumi Entomophonie III (アントモフォニーIII)
- 2006 Kōjiba Tomiko Sept profils non érodés (未風化の七つの横顔〜ピアノとオーケストラのために) für Klavier und Orchester
- 2007 Koide Noriko Kesaranpasaran (ケサランパサラン)
- 2008 Norikura Masaki The rite of Engi no. 2 (延喜の祭禮 第二番〜室内オーケストラのための) für Kammerorchester
- 2009 Fujikura Dai - - - as I am - - -
- 2010 Yamane Akiko Dots Collection Nr .4 (水玉コレクションNo.04 室内オーケストラのための) für Kammerorchester
- 2011 Yamauchi Masahiro Sora no katachi (宙の形象−ピアノとオーケストラのための) für Klavier und Orchester
- 2012 Arai Kenpō Beyond conflict (鬩ぎ合う先に, Semegiau saki ni) für Orchester
- 2013 Sakai Kenji Konzert für Violine und Orchester (ヴァイオリンとオーケストラのための協奏曲)
- 2014 Suzuki Junmei La romanesca 2 – die Reise des Petrucci (ラ・ロマネスカ２――ペトルッチの遍歴) für Orchester
- 2015 Bandō Yūta Damie & Mismatch J.H:S (ダミエ＆ミスマッチ J.H:S)
- 2016 Watanabe Yukiko Orareta (折られた…)
- 2017 Mogi Hirofumi Fushiki na kotoba de hanashimasho (不思議な言葉でお話しましょ！)
- 2018 Sakata Naoki Kumiawasareta fūkei (組み合わされた風景)
- 2019 Inamori Yasutaki Surechigai kara danzetsu dai-ansaburu no tame no (擦れ違いから断絶 大アンサンブルのための)
- 2020 Onoda Kenta Shingaburu Labu II-feat. majishikāda (シンガブル・ラブ II-feat.マジシカーダ) für Orchester